# Вариа
Вариа (от лат. varia, от varius — различный, разнообразный) — дополнительный отдел, устанавливаемый при классификации предметов, фактов или понятий с той или иной практической целью (например, книг в библиотеке, мелких заметок и сообщений в заданный научных период, изданиях и т.п.). 
В отдел вариа относится весь тот разнородный материал, который, вследствие отсутствия ясных характерных признаков, не нашёл себе места в основных отделах классификации.